# Список альбомів номер один (США)
Список альбомів №1 у США (Billboard 200) включає альбоми, що очолювали головний хіт-парад Північної Америки кожен з 52 тижнів року. До хіт-параду зараховуються, як продажі на фізичних носіях (лазерні диски, грамплатівки, касети), так і у цифровому форматі (MP3 та інші). Хіт-парад складається щонеділі редакцією музичного журналу Billboard і тому називається Billboard 200 (Топ 200 журналу Billboard).

## Історія
Спочатку (з середини 1950-х років) хіт-парад (чарт) називався Тор Рор Albums. Починаючи з 13 травня 1967 ріку, він складається з 200 позицій. З 1983 року змінив назву на сучасну і відповідно називається Billboard 200. Дані підраховуються щонеділі. З 25 травня 1991 року, список альбомів, складається за допомогою системи обліку Nielsen SoundScan, що враховує інформацію від приблизно 14 000 музичних рітейлерів (продавців).

### По числу тижнів на №1
Серед лідерів по числу тижнів на №1 хіта-параду альбомів у США присутні наступні платівки:
- (54 тижні) West Side Story — Soundtrack (1962–1963)
- (37 тижнів) Thriller — Майкл Джексон (1983–1984)
- (31 тиждень) Calypso — Гаррі Белафонте (1956–1957)
- (31 тиждень) South Pacific — Soundtrack (1958–1959)
- (31 тиждень) Rumours — Fleetwood Mac (1977–1978)
- (24 тижні) Saturday Night Fever — Bee Gees/Soundtrack (1978)
- (24 тижні) Purple Rain — Prince and the Revolution (1984–1985)
- (24 тижні) 21 — Адель (2011—2012)
- (21 тиждень) Please Hammer Don't Hurt 'Em — MC Hammer (1990)
- (20 тижнів) The Bodyguard — Вітні Х'юстон/Soundtrack (1992–1993)
- (20 тижнів) Blue Hawaii — Елвіс Преслі (1961–1962)

### По числу тижнів у Топ 10
У 2011—2012 роках альбом 21 співачки Адель залишався у верхній десятці Billboard 200 76 тижнів. Це є рекордним результатом серед співачок. Колишній рекорд (72 тижні) належав альбом «Jagged Little Pill» співачки Аланіс Моріссетт. Альбом «21» жодного разу не залишав Top 10 за ці 76 тижнів (станом на серпень 2012 року), після його дебюту на №1 12 березня 2011 року. Найнижче його місце було №7 у грудні 2011.
- 109 — The Sound of Music (Саундтрек; 1960-65)
- 84 — Брюс Спрінґстін — Born In The USA (1984–1986)
- 78 — Майкл Джексон — Thriller (1982–1984)
- 78 — Def Leppard — Hysteria (1987–1989)
- 76 — Адель — 21 (2011-12)
- 72 — Аланіс Моріссетт — Jagged Little Pill (1995–1997)
- 71 — Dr. Zhivago — (Саундтрек; 1966-67)
- 64 — Пола Абдул — Forever Your Girl (1988–1990)
- 61 — Herb Alpert — Whipped Cream & Other Delights (1965–1966)
- 61 — Селін Діон — Falling Into You (1996–1997)

## 1950-і роки
1950
1951
1952
1953
1954
1955
1956
1957
1958
1959

## 1960-і роки
1960
1961
1962
1963
1964
1965
1966
1967
1968
1969

## 1970-і роки
1970
1971
1972
1973
1974
1975
1976
1977
1978
1979

## 1980-і роки
1980
1981
1982
1983
1984
1985
1986
1987
1988
1989

## 1990-і роки
1990
1991
1992
1993
1994
1995
1996
1997
1998
1999

## 2000-і роки
2000
2000
2002
2003
2004
2005
2006
2007
2008
2009

## 2010-і роки
2010
2011
2012
2013
2014
2015
2016